# جون والاس بيرد
جون والاس بيرد هو عالم نفس كندي، ولد في 21 مايو 1869، وتوفي في 2 فبراير 1919 في بالتيمور في الولايات المتحدة.